# John Dykstra
Pour les articles homonymes, voir Dykstra.
John Charles Dykstra (né le 3 juin 1947 à Long Beach, États-Unis) est un responsable d'effets spéciaux pour le cinéma et un pionnier dans leur développement. Il a aussi mis en avant l'utilisation de l'informatique dans la création cinématographique.
Dykstra est un des fondateurs d'Industrial Light & Magic (ILM), le studio d'effets spéciaux de George Lucas. Il reçoit en 1978 l'Oscar des meilleurs effets visuels pour Star Wars, épisode IV : Un nouvel espoir (1977), qu'il partage entre autres avec Grant McCune et John Stears. Il recevra cette récompense une nouvelle fois en 2005 pour Spider-Man 2 (2004).
Il est aussi l'inventeur du Dykstraflex, un système de contrôle informatisé de caméra mis au point pour la réalisation des effets spéciaux de Star Wars.
Après Star Wars et son départ d'ILM, Dykstra mène une prestigieuse carrière, en signant notamment les trucages de la série Galactica (1978) et des films Star Trek, le film (1979), Firefox, l'arme absolue (1982), Lifeforce, l'Étoile du mal (1985), J'ai épousé une extra-terrestre (1988), Batman Forever (1995), Batman et Robin (1997), Spider-Man (2002), Spider-Man 2 (2004), Hancock (2008), X-Men : Le Commencement (2011), Godzilla (2014), Kong: Skull Island (2017) et Shazam! (2019).
Dykstra a aussi supervisé les effets spéciaux de plusieurs films de Quentin Tarantino : Inglourious Basterds (2009), Django Unchained (2012), Les Huit Salopards (2015) et Once Upon a Time… in Hollywood (2019).